# 続・さすらいの一匹狼
『続・さすらいの一匹狼』（ぞく・さすらいのいっぴきおおかみ、原題：Adiós gringo）は、1965年に公開されたマカロニ・ウェスタン。タイトルに「続」とあるが『さすらいの一匹狼』とは無関係。同年のイタリア国内の興行収入記録第4位となった。

## あらすじ
小さな土地を手に入れたブレントは、古い知り合いのジルから牛を安く手に入れるが、その牛は盗品だったため、所有者のスタンから牛泥棒と間違われ殺されそうになる。ブレントは反撃してスタンを射殺してしまい、町の人々から殺人者として縛り首にされそうになり、無実を証明するためジルを探す旅に出かける。しかし、夫を殺され逆上したマウダはブレントに5,000ドルの懸賞金をかけて彼の命を狙う。
旅の途中、ブレントは人里離れた山で、全裸で縛られているルーシーを助け出す。ルーシーは寄宿学校の帰りに三人組の男に襲われ暴行されていた。ブレントはルーシーを始末しに来た三人組の仲間を返り討ちにし、近くの町に向かい彼女に治療を受けさせる。一か月後、ルーシーは回復するが、町中で彼女を襲った三人組を見つけ怯え出す。話を聞いたブレントが三人組のいる酒場に向かうと、そのうちの一人はジルだった。ブレントは三人を捕まえようとするが、そこに現れた保安官のオックスに逮捕されてしまう。ブレントは事情を説明するが、三人組の一人であるエヴェリーが大地主ランチェスターの息子だったため、オックスは話を信じようとはしなかった。しかし、ルーシーがいるバーフィールド医師の自宅が彼らに襲撃されたことで、オックスも渋々ブレントの話を受け入れ、ブレントと共にランチェスターの屋敷に事情を聞きに向かう。
ランチェスターは息子を犯人呼ばわりされて激怒し、ブレントを追い出してしまう。ブレントはジル、モフィートに襲われて農場の小屋に監禁される。その夜、ジルとモフィートは再びバーフィールドの自宅に忍び込み、保安官助手のシドを殺害し、側に置かれていたブレントの手配書を持ち出す。ルーシーは別の部屋に隠れて無事だったが、シドを殺されたオックスはブレントを犯人と決めつけて激怒する。ブレントは小屋に戻ってきたモフィートを殺して脱出するが、オックスに逮捕されてしまう。バーフィールドの執り成しで釈放されたところにランチェスターが現れ、手配犯のブレントを逮捕するように要求する。しかし、ブレントの話を信じたオックスが要求を拒否すると、ランチェスターは町の人々を扇動してブレントを殺そうとする。
ブレントとルーシーは、オックスとバーフィールドの助けを借りで町から脱出し、ランチェスターたちの追撃を振り切るが、ジルとエヴェリーに見つかってしまう。ジルは2万ドルを渡して町から出て行くように要求するが、ブレントは拒否してジルを故郷の町に連れ戻そうとして殴り合いになる。ジルが拳銃でブレントを殺そうとするが、ルーシーによって射殺され、エヴェリーも二人に捕まる。二人は判事の元に真相を伝えに向かおうとするが、ランチェスターたちに追い付かれてしまう。ブレントは彼らを相手に銃撃戦を挑むが、弾切れとなり二人とも捕まってしまう。そこにオックスとバーフィールドが判事を連れて現れる。ランチェスターは「三人組の主犯はブレントで、家から2万ドルを盗み出して口封じのためにジルとモフィートを殺した」と主張するが、馬車の中からエヴェリーと2万ドルが見つかり、ルーシーは「彼こそが自分を襲った犯人だ」と告げる。逆上したエヴェリーはブレントを殺そうとするが、それを止めようとしたランチェスターを誤って射殺してしまう。事件が解決した後、ブレントはオックスとバーフィールドに別れを告げ、ルーシーと共に故郷の町に帰っていく。

## キャスト
| 役名                       | 俳優                     | 日本語吹替 | 日本語吹替   | 日本語吹替   |
| 役名                       | 俳優                     | NET版      | フジテレビ版 | 日本テレビ版 |
| -------------------------- | ------------------------ | ---------- | ------------ | ------------ |
| ブレント・ランダース       | ジュリアーノ・ジェンマ   | 野沢那智   | 富山敬       | 松橋登       |
| ルーシー・ティルソン       | イヴリン・スチュワート   | 武藤礼子   |              | 二宮さよ子   |
| ジル・クラウソン           | ネロ・パッツァフィーニ   |            |              |              |
| クライトン・ランチェスター | ピエール・クレソワ       |            |              |              |
| バーフィールド             | ロベルト・カマルディエル |            |              |              |
| オックス                   | ヘスス・プエンテ         |            |              |              |
| スタン・クレヴェンガー     | ジェルマーノ・ロンゴ     |            |              |              |
| ジョニー・モフィート       | ジノ・マルツァーノ       |            |              |              |
| エヴェリー・ランチェスター | マッシモ・リーギ         |            |              |              |
| マウダ・クレヴェンガー     | モニカ・サンクレア       |            |              |              |

- フジテレビ版：初回放送1973年2月16日『ゴールデン洋画劇場』
- 日本テレビ版：初回放送1978年1月11日『水曜ロードショー』